# Thuidium pinnatulum
Thuidium pinnatulum là một loài Rêu trong họ Thuidiaceae. Loài này được (Hampe) Lindb. miêu tả khoa học đầu tiên năm 1876.